# بلين (لاعب كرة قدم)
بلين (بالإسبانية: Pablo Fernández Antuña) هو لاعب كرة قدم إسباني في مركز الدفاع، ولد في 13 مارس 1979 في La Felguera ‏ في إسبانيا. لعب مع ريال سبورتينغ خيخون.